# Coteaux calcaires du Causse de Daglan et de la Vallée du Céou
Coteaux calcaires du Causse de Daglan et de la Vallée du Céou este o arie protejată (sit de importanță comunitară — SCI) din Franța întinsă pe o suprafață de 1.195 ha, integral pe uscat.

## Localizare
Centrul sitului Coteaux calcaires du Causse de Daglan et de la Vallée du Céou este situat la coordonatele 44°43′54″N 1°10′23″E / 44.73154°N 1.173°E.

## Înființare
Situl Coteaux calcaires du Causse de Daglan et de la Vallée du Céou a fost declarat arie specială de conservare în baza directivei 92/43 din 1992 referitoare la conservarea habitatelor naturale și a faunei și florei sălbatice pentru a proteja 5 specii de animale.

## Biodiversitate
Situată în ecoregiunea atlantică, aria protejată conține 8 habitate naturale: Formațiuni de Juniperus communis pe lande sau pajiști calcaroase, Pajiști uscate seminaturale și facies de acoperire cu tufișuri pe substraturi calcaroase (Festuco-Brometalia) (* situri importante pentru orhidee), Fânețe de joasă altitudine (Alopecurus pratensis, Sanguisorba officinalis), Formațiuni stabile xerotermofile de Buxus sempervirens pe pante stâncoase (Berberidion p.p.), Grohotișuri termofile și vest-mediteraneene, Păduri de Quercus ilex și Quercus rotundifolia, Pseudostepă cu ierburi și specii anuale de Thero-Brachypodietea, Pante stâncoase calcaroase cu vegetație casmofită.
La baza desemnării sitului se află mai multe specii protejate:
- mamifere (3): liliacul mediteranean cu potcoavă (Rhinolophus euryale), liliacul mare cu potcoavă (Rhinolophus ferrumequinum), liliacul mic cu potcoavă (Rhinolophus hipposideros)
- nevertebrate (2): fluturele auriu (Euphydryas aurinia), fluturele purpuriu (Lycaena dispar)

Pe lângă speciile protejate, pe teritoriul sitului au mai fost identificate 7 specii de păsări, 1 specie de mamifere, 1 specie de nevertebrate, 1 specie de reptile.